# SCA (bedrijf)
Svenska Cellulosa Aktiebolaget (SCA) is een grote Zweedse producent van hout, celstof en papier. SCA heeft een notering aan de beurs van Stockholm.
SCA werd in 1929 opgericht door de bekende industrieel Ivar Kreuger als een holding voor tien papierbedrijven. Sinds 1975 heeft het bedrijf veel acquisities gepleegd. Ondanks dat SCA al vele jaren marktleider in het thuisland is, is SCA echt groot geworden door de export. De grootste buitenlandse markten voor SCA zijn, in aflopende volgorde, het Verenigd Koninkrijk, Duitsland en Frankrijk.
SCA is eigenaar van ca. 2,6 miljoen hectare bos in Zweden.
In 2017 werd het bedrijf opgedeeld en werd het bedrijf Essity, producent op het gebied van persoonlijke hygiëne zoals luiers, maandverband en papieren zakdoekjes, uitgedeeld aan de aandeelhouders van SCA.
Belangrijke concurrenten zijn het Finse UPM-Kymmene en het Zweeds-Finse Stora Enso.